# اغتصاب غير ملحوظ

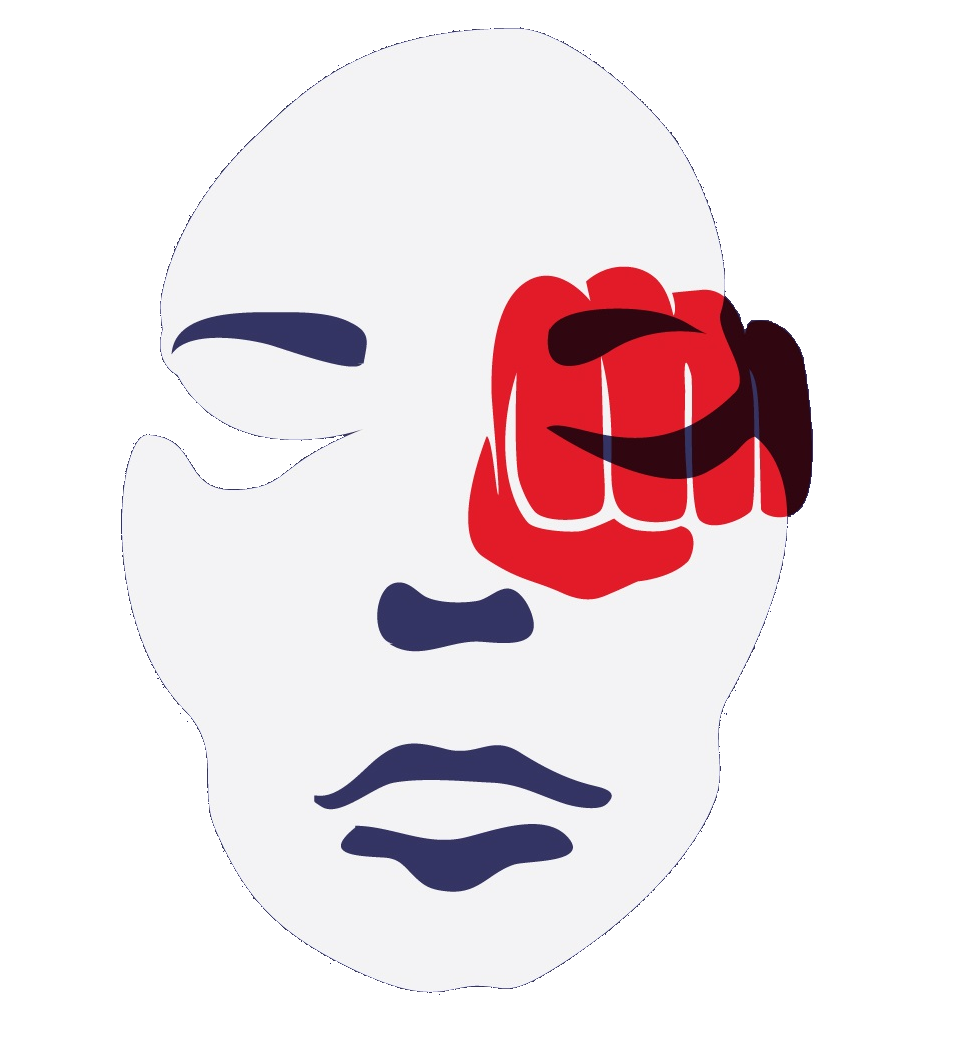
ملصق روسي يحثك على فتح عينيك

الاغتصاب غير الملحوظ (بالإنجليزيّة: Unacknowledged rape) هو التجربة الجنسيّة التي تتطابق مع الوصف القانونيّ للاغتصاب، ولكنه لا يُصنَّف كاغتصاب من قِبل الضحية. بل تعتبره الضحية «جنس سيئ» أو «سوء تواصل» أو «مضاجعة غير موفقة». تتراوح ردود أفعال الضحايا باعتبار هذا الفعل «اغتصاب مواعدة» أو «اغتصاب زوجي».

## الجذور التاريخيّة
يختلف تعريف الاغتصاب باختلاف الزمن والثقافة، وغالبًا ما يعكس التعريف التيارات الرئيسة في المجتمع. إلا أنه وفي الأزمنة الحديثة، اختلف تعريف الاغتصاب نتيجة فصل الكنيسة عن الدولة وحصول المرأة على حقوق متساوية مع الرجل.
في ظل العقيدة الأبويّة عن القوامة، تُعتبر النساء «متاع قانونيّ للزوج، من ممتلكاته»، فتُحال المرأة إلى موقف الممتلكات الشخصيّة للزوج بأثر الثقافة. خلال العصور الكولونياليّة، كان النشاط الجنسيّ تحت حُكم الكنيسة، فكان الاغتصاب جريمة ضد الرجل الذي «يمتلك» الضحية الأنثى، بدلًا من أن تكون جريمة ضد المرأة نفسها.[1] وبحلول القرن العشرين، نُظر للنساء نظرة المنحرفات أخلاقيًّا إذا دخلن في نشاط جنسيّ خارج الزواج، سواءً كان توافقيًّا أم لا.
جاءت سبعينات القرن الماضي بحركات تحرير المرأة، والتي اتسمت بذاتيّة التحكم في الجسد والتعبير الجنسيّ والحقوق التناسليّة. تميزت تلك الحركات بإيمان عميق بالنسويّة. وبسبب ذلك، اختلف التصور المفاهيميّ للاغتصاب. اقترحت الكاتبات النسويّات أن الاغتصاب هو وسيلة يستخدمها الرجال لإبقاء النساء تحت سيطرة الرجال. إنهن يجادلن أن الاغتصاب ليس حكرًا على الغرباء فقط، ولكنه يشمل الصحبة والشريك والصديق وحتى أفراد العائلة. كما أنهن يتحدين تحميل الضحية خطأ الاغتصاب. وبالرغم من التطور الاجتماعيّ، تفشل العديد من الضحايا من التعرُّف على تجاربهن كنوع من الاعتداء الجنسيّ.

## الشروحات

### المقابلة بين نصوص الجنس ونصوص الاغتصاب
يقترح البحث أنه من الصعوبة بمكان بالنسبة للنساء أن يفرِّقن بين الجنس والاغتصاب بالنسبة للشريك أو أثناء المواعدة، بسبب ما تعلمنه عن النصوص الجنسيّة. النصوص الجنسيّة هي أُطر عقليّة عن الكيفيّة التي يجب أن يتصرف بها الشخص في موقف جنسيّ. تتوغل تلك النصوص على المستوى الثقافيّ الشخصيّ. يقول النص الشائع أن مهمة بدء الفعل الجنسيّ تقع على عاتق الرجل، وأن الرجل عليه استخدام الوسائل المتاحة لإقناع المرأة بالاشتراك في النشاط الجنسيّ. يستخدم الضحايا هذا النص للتعبير عن تجربتهن الجنسيّة كـ«جنس سيئ» أو «سوء تواصل». بينما تقع نصوص الاغتصاب في حيِّز ضيق، حيث يحمل العديد من الناس معتقد أن الاغتصاب هو إيلاج مهبليّ عنيف على يد رجل غريب باستخدام القوة الجسديّة أو التهديد، وأي فعل لا يقع تحت هذا التصنيف الضيق لا يوصف بالاغتصاب. وبما أن الاغتصاب لفظ مشحون، تبتعد العديد من النساء من وصف تجربتهن الجنسيّة به.

### الإيذاء الجنسيّ السابق
تقترح البحوث أن هناك علاقة بين الاغتصاب غير الملحوظ والإيذاء الجنسيّ أثناء الطفولة. يرتبط الإيذاء الجنسيّ أثناء الطفولة بالعديد من القضايا طويلة الأمد في مناطق مختلفة من الحياة، فهو يرتبط بالشعور بالذنب والتساهل الجنسيّ واعتبار النفس فاسقة.

### خرافات الاغتصاب
خرافات الاغتصاب هي معتقدات عامة خاطئة عن الاغتصاب أو المغتصب أو ضحايا الاغتصاب تُسهِّل وقوع أحداث غير مرحَّب بها للضحية. تشمل تلك الخرافات «أن الاغتصاب يقع برغبة النساء» أو «أن الاغتصاب هو فعل إدعائي من النساء للانتقام من شخص ما أو التغطية على شيء ما». يحمل الكثيرون من أفراد المجتمع هذه المعتقدات، وتُمرر إلى النساء الصغيرات بصورة مباشرة وغير مباشرة. تضع تلك الخرافات أعباء على النساء إذا شمل الاغتصاب شرب الكحول أو وجود علاقة جنسيّة سابقة بالمغتصب. لا تساعد تلك الخرافات في إتهام المغتصب بالاغتصاب. ترجع جذور تلك الخرافات في الخطاب، الذي يشمل مفهوم الطبيعة البيولوجية للجنس لدى الرجال، أي الرغبة الجنسيّة الملحة لديهم والتي من الصعب إن لم يكن من المستحيل السيطرة عليها، وبالتالي واجب المرأة أن تشبع له تلك الاحتياجات. الشكل الثاني هو خطاب الملكيّة-التعليق المنطوي على فكرة أن النساء ليس لديهن رغبة جنسيّة بيولوجيّة ويمارسن الجنس من أجل السلام الاجتماعيّ فقط. الشكل الثالث هو خطاب التساهل، الذي يدعي أن النساء يستمتعن بالجنس بالقدر الذي يستمتع به الرجال ويسعين إليه بلا تحكُّم. تشجع تلك المغالطات الاغتصاب وتشكك المرأة بنفسها وبقدرتها على قول «لا».

### علاقة سابقة بالمغتصب
يتعرَّف الأفراد الذين يتعرضون للاغتصاب عليه بصورة أكثر سهولة إذا تعرَّضن له على يد غريب. بينما تزداد نسبة الاغتصاب غير الملحوظ إذا كان المغتصب صديق أو حبيب أو رفيق.[10] تصل نسبة الاغتصاب من شخص مألوف إلى الثلثين بينما الاغتصاب من غريب تصل نسبته إلى 38%.

### استخدام الكحول والمخدرات
إذا كان الفرد موافقًا تحت تأثير الكحول أو المخدرات تقل احتماليّة تعرُّف الضحية على الاغتصاب. بينما يختلف الموقف إذا كان الشخص غير موافق تحت تأثير المخدرات في ما يُعرف باسم اغتصاب المواعدة. وجدت دراسة أن أقل من 10% من النساء اللاتي وقعن تحت تأثير المخدرات تمكنّ من التعرُّف على الاغتصاب. وجدت دراسة أخرى أن ما يفوق نسبة 50% من الضحايا غير الملاحظات للاغتصاب أشرن إلى أنهن كنّ تحت تأثير المخدرات، بينما 25% من الملاحظات استطعن معرفة أنهن كنّ تحت تأثير المخدر.